# Elecciones a las Cortes Valencianas de 2019
Las elecciones a las Cortes Valencianas correspondientes a la x Legislatura de la Comunidad Valenciana del actual período democrático tuvieron lugar el domingo 28 de abril de 2019 después de la polémica respecto a su fecha de celebración, haciéndolas coincidir con las elecciones generales anticipadas. De acuerdo con el Estatuto de Autonomía del 2006 y la ley electoral valenciana, la circunscripción electoral es la provincia y cada una de las tres provincias valencianas tiene asignado un mínimo de veinte diputados, más un número adicional variable en función de su población, hasta llegar a los 99 diputados que forman las Cortes Valencianas. Fue la primera vez que no se celebraron junto con las elecciones municipales y las del resto de autonomías del régimen común, que se celebraron el 26 de mayo.

## Características

### Sistema electoral
Según la ley electoral valenciana, para presentar candidaturas, las agrupaciones de electores deben recoger, al menos, la firma del 1 % de los inscritos en el censo electoral de la circunscripción respectiva, pudiendo cada elector apoyar solo a una agrupación electoral.
Por lo que respecta al número de diputados de las Cortes Valencianas, estas están compuestas por 99 diputados, elegidos cada cuatro años mediante el sistema D'Hondt. Los candidatos se presentan en listas cerradas de los partidos políticos, y el voto es directo y secreto, pudiendo votar todos los mayores de 18 años. Para las elecciones la Comunidad Valenciana se divide en tres circunscripciones electorales, coincidiendo con las tres provincias (Alicante, Castellón y Valencia).
Según la ley electoral de la Comunidad Valenciana, para la atribución de escaños de acuerdo con los resultados del escrutinio se realiza conforme a las siguientes reglas:
- No se tienen en cuenta aquellas candidaturas que no hubieran obtenido al menos el 5 % de los votos emitidos en la Comunidad Valenciana.[6]
- Se ordenan de mayor a menor, en una columna, las cifras de votos obtenidos por las respectivas candidaturas.[6]
- Se divide el número de votos obtenidos por cada candidatura por 1, 2, 3, etcétera, hasta un número igual al de escaños correspondientes a la circunscripción. Los escaños se atribuyen a las candidaturas que obtengan los cocientes mayores en el cuadro, atendiendo a un orden decreciente.[6]
- Cuando en la relación de cocientes, con aplicación en su caso de decimales, coincidan dos o más correspondientes a distintas candidaturas, el escaño se atribuirá a la que mayor número total de votos hubiese obtenido. Si hubiera dos candidaturas con igual número total de votos, el primer empate se resolverá por sorteo y los sucesivos de forma alternativa.[6]
- Los escaños correspondientes a cada candidatura se adjudican a los candidatos incluidos en ella por el orden de colocación en que aparezcan.[6]

### Administración electoral
La Administración Electoral tiene como finalidad garantizar la transparencia y objetividad del proceso electoral y el principio de igualdad en el acceso a los cargos públicos. La Administración Electoral está formada por la Junta Central Electoral y todas las instituciones electorales que establece la Ley Electoral de la Generalidad Valenciana:
- La Junta Electoral Central tiene por funciones el dirigir y supervisar la actuación de la Oficina del Censo Electoral; cursar instrucciones de obligado cumplimiento a las Juntas Electorales Provinciales y, en su caso, de Comunidad Autónoma; resolver con carácter vinculante las consultas que le eleven las Juntas Provinciales y, en su caso, las de la Comunidad Autónoma; revocar de oficio en cualquier tiempo o, a instancia de parte interesada las decisiones de las Juntas Electorales Provinciales y, en su caso, de Comunidad Autónoma, cuando se opongan a la interpretación de la normativa electoral realizada por la Junta Electoral Central; unificar los criterios interpretativos de las Juntas Electorales Provinciales y, en su caso, de comunidad autónoma en la aplicación de la normativa electoral; aprobar a propuesta de la Administración del Estado o de las administraciones de las comunidades autónomas los modelos de actas de constitución de mesas electorales, de escrutinio de sesión, de escrutinio general y de proclamación de electos. Tales modelos deberán permitir la expedición instantánea de copias de las actas, mediante documentos autocopiativos u otros procedimientos análogos; resolver las quejas, reclamaciones y recursos que se le dirijan, de acuerdo con la presente Ley o con cualquier otra disposición que le atribuya esa competencia; velar por el cumplimiento de las normas relativas a las cuentas y a los gastos electorales por parte de las candidaturas durante el período comprendido entre la convocatoria y el centésimo día posterior a la celebración de elecciones; ejercer potestad disciplinaria sobre todas las personas que intervengan con carácter oficial en las operaciones electorales; corregir las infracciones que se produzcan en el proceso electoral siempre que no sean constitutivas de delito e imponer multas hasta la cuantía máxima prevista en la Ley; y expedir las credenciales a los Diputados, Senadores y Diputados Provinciales y Consejeros insulares en caso de vacante por fallecimiento, incapacidad o renuncia, una vez finalizado el mandato de las Juntas Electorales Provinciales y de Zona.[8]
- La Junta Electoral de la Comunidad Valenciana se encarga de resolver las consultas que elevan las juntas electorales provinciales, y dictar instrucciones en materia de su competencia; resolver las quejas, reclamaciones y recursos que le sean dirigidos; ejercer la jurisdicción disciplinaria sobre todas las personas que intervengan con carácter oficial en las operaciones electorales; determinar y declarar en las elecciones a las Cortes Valencianas qué candidaturas han obtenido un número de votos superior al 5% de los emitidos en la Comunidad Valenciana, como requisito previo imprescindible para la proclamación de candidatos electos por las Juntas Electorales Provinciales respectivas, las cuales a estos efectos deberán comunicar a la Junta Electoral de la Comunidad Valenciana el resultado del escrutinio, inmediatamente después de haberse efectuado; corregir las infracciones que se produzcan en el proceso electoral, siempre que no sean reservadas a los tribunales y otros órganos, e imponer multas; y aplicar y garantizar el derecho de uso gratuito de espacios a los medios de comunicación de propiedad pública, en el supuesto previsto en el artículo 32 de la Ley Electoral Valenciana, y en general garantizar el ejercicio de las libertades públicas durante el proceso electoral.[9]

El 10 de abril de 2015 se publicó en el DOCV que Pilar de la Oliva, presidenta de la Sala de lo Civil y Penal del Tribunal Superior de Justicia de la Comunidad Valenciana (TSJCV), fue nombrada presidenta de la Junta Electoral de la Comunidad Valenciana, del mismo modo que fueron nombrados vocales Antonio Vicente Cots Díaz, José Francisco Ceres Montes, María Pía Calderón Cuadrado, Tomás Sala Franco, Remedios Sánchez Férriz y Carlos Flores Juberías, mientras que la figura del secretario recayó en Francisco J. Visiedo Mazón.
- Las Juntas Electorales Provinciales podrán cursar instrucciones de cumplimiento obligatorio a las Juntas Electorales de Zona en cualquier materia electoral; resolver de manera vinculante las consultas que le elevan las Juntas Electorales de Zona; revocar de oficio en cualquier tiempo o instancia de parte interesada, dentro de los plazos previstos en el artículo 21 de la Ley Orgánica del Régimen Electoral General (LOREG), las decisiones de las Juntas Electorales de Zona cuando se opongan a la interpretación realizada por la Junta Electoral Provincial; y unificar los criterios interpretativos de las Juntas Electorales de Zona en cualquier materia electoral.[11]
- Las Juntas Electorales de Zona se encarga de resolver las consultas, quejas, recursos y reclamaciones efectuadas por los electores, los partidos políticos, asociaciones, coaliciones o federaciones y agrupaciones de electores, así como las alegaciones presentadas por aquellos que hayan estado designados presidentes y vocales de mesa sobre la imposibilidad de la aceptación del cargo; distribuir los emplazamientos disponibles para la colocación gratuita de carteles, pancartas y banderolas, así como los locales oficiales y lugares públicos disponibles para la realización gratuita de actos de campaña electoral; expedir la correspondiente credencial a los apoderados nombrados por los representantes de las candidaturas; y proveer a las mesas del material electoral necesario para el correcto desarrollo de la jornada electoral, así como supervisar la formación. En la actualidad hay 20 juntas electorales de zona (Vinaroz, Castellón, Segorbe, Liria, Sagunto, Valencia, Requena, Sueca, Alcira, Játiva, Onteniente, Gandía, Denia, Alcoy, Villena, Villajoyosa, Alicante, Elda, Elche y Orihuela).[12]
- Las mesas electorales, como unidad básica del proceso electoral, son parte de la administración electoral, están formadas por un/a presidente/a y dos vocales y sus respectivos suplentes, y tiene como objeto fundamental garantizar la libertad y el secreto del voto así como velar para que el derecho del voto se ejerza personalmente.[13] Para este proceso electoral se constituyeron 5.762 mesas electorales, 34 menos que en el año 2011.[14]

## Disolución de las Cortes y convocatoria de elecciones

Diputados por circunscripción electoral

El artículo 23.4 del Estatuto de Autonomía de la Comunidad Valenciana establece que la disolución y convocatoria de nuevas elecciones a las Cortes Valencianas se debe realizar por medio de un decreto del presidente de la Generalidad, el cual entrará en vigor el día de su publicación en el Diario Oficial de la Comunidad Valenciana (DOCV). En el mismo sentido se pronuncian los artículos 42 de la Ley Orgánica 5/1985 del Régimen Electoral General y 14 de la Ley 1/1987 Electoral Valenciana.
De este modo, las elecciones fueron convocadas el 4 de marzo de 2019, tras publicarse en el DOCV el «Decreto 2/2019, de 4 de marzo, del president de la Generalitat, de disolución de Les Corts y de convocatoria de elecciones a las mismas», firmado el mismo día por el presidente de la Generalidad Valenciana Ximo Puig, previa deliberación del Consejo de la Generalidad Valenciana. En el decreto, se disolvían las Cortes Valencianas elegidas el día 24 de mayo de 2015, se convocaban elecciones autonómicas para el día 28 de abril de 2019 y se establecía el número de diputados a elegir en cada circunscripción electoral, sumando un total de 99:
- Circunscripción electoral de Alicante: 35 diputados.
- Circunscripción electoral de Castellón: 24 diputados.
- Circunscripción electoral de Valencia: 40 diputados.

Además, se fijaba que la campaña electoral tendría una duración de 15 días, desde las cero horas del día 12 de abril de 2019 hasta las veinticuatro horas del día 26 de abril de 2019, y finalmente indicaba que la sesión constitutiva de las nuevas Cortes Valencianas tendría lugar el día 16 de mayo de 2019, a las 10:30 horas, en el Palacio de los Borja de Valencia.

## Candidaturas presentadas
A lo largo de varios meses antes de las elecciones, se fueron formando las distintas candidaturas a las elecciones. Alcanzada la fecha límite para su presentación el 10 de abril de 2019, se presentaron un total de 18 candidaturas, de las cuales quedaron proclamadas 17.

### Candidaturas con representación previa en las Cortes Valencianas
A continuación, se muestra la lista de las candidaturas electorales que obtuvieron representación en las últimas elecciones a las Cortes Valencianas. Las candidaturas aparecen enumeradas en orden descendente de escaños obtenidos en las anteriores elecciones. Así mismo, los partidos y alianzas que conforman el gobierno en el momento de las elecciones están sombreados en verde claro.
| Candidatura | Candidatura                          | Integrantes         | Candidato/a | Candidato/a                 | Diputados previos (2015) |
| ----------- | ------------------------------------ | ------------------- | ----------- | --------------------------- | ------------------------ |
|             | Partido Popular                      | PPCV                |             | Isabel Bonig                | 31                       |
|             | Partido Socialista Obrero Español    | PSPV-PSOE           |             | Ximo Puig (Presidente e.f.) | 23                       |
|             | Compromís: Bloc-Iniciativa-VerdsEquo | BLOC IdPV VerdsEquo |             | Mónica Oltra                | 19                       |
|             | Ciudadanos- Partido de la Ciudadanía | Cs                  |             | Toni Cantó                  | 13                       |
|             | Unides Podem- Esquerra Unida         | Podem EUPV          |             | Rubén Martínez              | 13 (Podem)               |

### Resto de candidaturas
A continuación, se muestra un listado con todas las candidaturas proclamadas por la Junta Electoral de la Comunidad Valenciana ordenadas alfabéticamente, junto con los candidatos de cada provincia. En negrita se resalta el candidato o la candidata a la presidencia de la Generalidad Valenciana en aquellos casos en que se haya comunicado.
|                                                    | Actúa (PACT)                                               | Francisco Navarro Maestre   |                                   |                                    |
|                                                    | Alternativa Republicana (ALTER)                            | Carlos Medina Casado        |                                   |                                    |
|                                                    | aUna Comunitat Valenciana (AUNA CV)                        |                             |                                   | Aníbal Blas Pla Boix               |
|                                                    | AVANT Adelante Los Verdes Ecopacifistas (AVANT-Los Verdes) | Juan Calero Luna            | Francisco Vicente Cano Sanchís    | Vicente Bellvís Martín             |
|                                                    | Esquerra Republicana del País Valencià (ERPV)              | Mikel Forcada Zubizarreta   | Josep Lluís Albiñana Olmos        | Josep Barberà i Sorlí              |
|                                                    | Falange Española de las JONS (FE de las JONS)              |                             | Bartolomé Ripollés López          | Alejo Herrero González de Cárdenas |
|                                                    | Partido Animalista Contra el Maltrato Animal (PACMA)       | Paloma Jerez Cabello        | Elisabeth Rodrigo Barreda         | Raquel Aguilar Povill              |
|                                                    | Partido Comunista de los Pueblos de España (PCPE)          | Vicente Daniel Alcaraz Mira | Zoe Isabel Álvarez Cuesta         | Edgar Rubio Rodilla                |
|                                                    | Poble Democràtic Podem (POBLE)                             |                             | Rubén Collado Chaparro            | Màxim Rueda i Pitarque             |
|                                                    | República Valenciana/Partit Valenciniste Europeu (RVPVE)   | Dolors Alexandre Ivorra     |                                   | Joaquim Cunyà i Alcover            |
|                                                    | Som Valencians En Moviment (UIG-SOM-CUIDES)                |                             |                                   | Giovana Rodríguez Tirado           |
|                                                    | Tercera Edad En Acción (3E EN ACCIÓN)                      | Vicente Torregrosa Lillo    |                                   |                                    |
|                                                    | Vox (VOX)                                                  | Ana Vega Campos             | María de los Llanos Massó Linares | José María Llanos Pitarch          |
| Fuente: Junta Electoral de la Comunidad Valenciana |                                                            |                             |                                   |                                    |

### Candidaturas no proclamadas
La única candidatura no proclamada fue la del Partido Libertario.

## Encuestas previas a las elecciones
Durante los tres primeros años de la legislatura los sondeos electorales mantuvieron la dinámica de las elecciones de 2015, consignando al Partido Popular como fuerza más votada, pero asignando la mayoría de los escaños a la suma de las tres fuerzas de izquierda que habían constituido el "Pacto de Botánico". Sin embargo, a partir de la moción de censura que proclamó a Pedro Sánchez presidente del gobierno central en la primavera de 2018 se comenzó a consignar como primera fuerza en las futuras elecciones autonómicas valencianas al Partido Socialista, manteniéndose la mayoría de en la suma de los partidos de izquierda, tendencia que finalmente se confirmó en las elecciones de abril de 2019.

### Última estimación de escaños
Estimación de escaños para las elecciones a las Cortes Valencianas de 2019 conforme al último sondeo publicado antes de la cita electoral por cada una de las empresas encuestadoras. En caso de que se publique una horquilla de escaños, se hace constar el valor intermedio. La fecha indicada se corresponde con la fecha de publicación de cada encuesta (para las horquillas de escaños y la fecha de toma de datos, ver el listado general de sondeos).
Se contabiliza tanto el número de escaños asignados a cada candidatura, como la suma correspondiente a cada bloque de partidos: por una parte, el bloque que sustentó al gobierno autonómico desde las anteriores elecciones (PSOE, Compromís y Unides Podem) y por otro el bloque de oposición (PP, Ciudadanos y Vox).
| Sondeo                                                       | Sondeo      | PSPV-PSOE | Compromís | Unides Podem | PPCV | Ciudadanos | Vox  | Desviación |
| ------------------------------------------------------------ | ----------- | --------- | --------- | ------------ | ---- | ---------- | ---- | ---------- |
| 40dB-El País (16 de abril de 2019)                           | Candidatura | 31        | 19        | 8,5          | 19,5 | 13,5       | 8    | -13,5      |
| 40dB-El País (16 de abril de 2019)                           | Bloque      | 58,5      | 58,5      | 58,5         | 40,5 | 40,5       | 40,5 | -13        |
| Centro de Investigaciones Sociológicas (11 de abril de 2019) | Candidatura | 34,5      | 17,5      | 7,5          | 18,5 | 17,5       | 5,5  | -14        |
| Centro de Investigaciones Sociológicas (11 de abril de 2019) | Bloque      | 58,5      | 58,5      | 58,5         | 40,5 | 40,5       | 40,5 | -13        |
| Celeste Tel-eldiario.es (12 de abril de 2019)                | Candidatura | 29        | 15        | 7            | 26   | 15         | 7    | -18        |
| Celeste Tel-eldiario.es (12 de abril de 2019)                | Bloque      | 51        | 51        | 51           | 48   | 48         | 48   | -2         |
| NC Report-El Periódico de Aquí (16 de abril de 2019)         | Candidatura | 30        | 13        | 8            | 27   | 16         | 5    | -22        |
| NC Report-El Periódico de Aquí (16 de abril de 2019)         | Bloque      | 51        | 51        | 51           | 48   | 48         | 48   | -2         |
| Invest Group-EPI (Levante-EMV) (16 de abril de 2019)         | Candidatura | 33        | 14        | 5            | 25   | 17         | 5    | -24        |
| Invest Group-EPI (Levante-EMV) (16 de abril de 2019)         | Bloque      | 52        | 52        | 52           | 47   | 47         | 47   | 0          |
| Sigmados-El Mundo (19 de abril de 2019)                      | Candidatura | 29,5      | 17,5      | 6            | 22,5 | 13,5       | 10   | -18        |
| Sigmados-El Mundo (19 de abril de 2019)                      | Bloque      | 53        | 53        | 53           | 46   | 46         | 46   | -2         |
| KeyData-Público (20 de abril de 2019)                        | Candidatura | 32        | 14        | 8            | 24   | 15         | 6    | -20        |
| KeyData-Público (20 de abril de 2019)                        | Bloque      | 54        | 54        | 54           | 45   | 45         | 45   | -4         |
| Sym Consulting-Valencia Plaza (21 de abril de 2019)          | Candidatura | 26        | 23        | 8            | 21   | 7          | 14   | -24        |
| Sym Consulting-Valencia Plaza (21 de abril de 2019)          | Bloque      | 57        | 57        | 57           | 42   | 42         | 42   | -10        |
| GAD3-Las Provincias (21 de abril de 2019)                    | Candidatura | 33,5      | 14,5      | 5            | 26   | 12,5       | 7,5  | -27        |
| GAD3-Las Provincias (21 de abril de 2019)                    | Bloque      | 53        | 53        | 53           | 46   | 46         | 46   | -2         |
| IMOP Insights-El Confidencial (22 de abril de 2019)          | Candidatura | 30        | 16        | 12           | 19   | 13         | 9    | -14        |
| IMOP Insights-El Confidencial (22 de abril de 2019)          | Bloque      | 58        | 58        | 58           | 41   | 41         | 41   | -12        |
| Electomanía.es (26 de abril de 2019)                         | Candidatura | 28        | 15        | 8            | 24   | 14         | 10   | -12        |
| Electomanía.es (26 de abril de 2019)                         | Bloque      | 51        | 51        | 51           | 48   | 48         | 48   | -2         |

## Jornada electoral

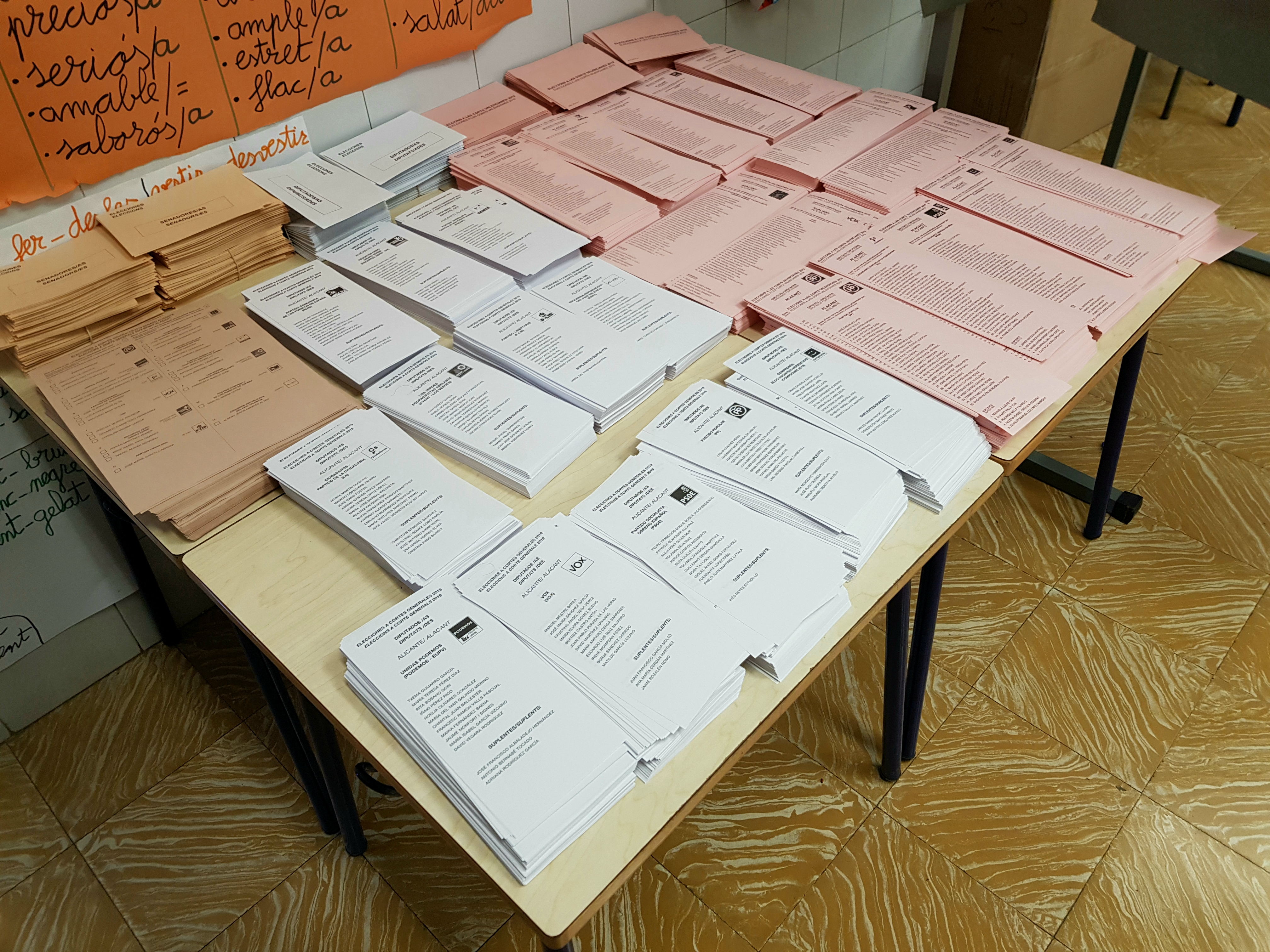
Las papeletas de color rosa fueron las utilizadas para estas elecciones

La jornada electoral comenzó en los 2.223 colegios electorales de la Comunidad Valenciana a las 8:00 de la mañana con la constitución de las 6.044 mesas electorales en sus sedes por parte de los presidentes de mesa, vocales y suplentes, la presentación de los interventores de los partidos políticos y la constatación de la presencia de todos los elementos necesarios para la votación. Tras levantarse el acta de constitución de mesa, a las 8:30 horas, los colegios electorales abrieron sus puertas a las 9:00 de la mañana para que los ciudadanos inscritos en ellos comenzaran a votar.

### Participación
A lo largo de la jornada se dieron a conocer los datos de participación en las elecciones en dos ocasiones, así como la participación final. Cabe destacar el gran aumento de participación que se produjo.
|  | 42,33 % |

|  | 45,66 % |

|  | 56,55 % |

|  | 61,38 % |

|  | 71,14 % |

|  | 73,72 % |

#### Voto por correo CER y CERA
Las solicitudes de voto por correo aceptadas para las elecciones del 28 de abril de 2019, tanto de electores españoles residentes en España (CER) como de electores españoles residentes-ausentes que viven en el extranjero (CERA), aumentaron en la Comunidad Valenciana respecto a las anteriores elecciones en 139.298, triplicando así las cifras de las elecciones anteriores.
| ← Elecciones a las Cortes Valencianas de 2019 → Voto por correo | ← Elecciones a las Cortes Valencianas de 2019 → Voto por correo | ← Elecciones a las Cortes Valencianas de 2019 → Voto por correo | ← Elecciones a las Cortes Valencianas de 2019 → Voto por correo | ← Elecciones a las Cortes Valencianas de 2019 → Voto por correo | ← Elecciones a las Cortes Valencianas de 2019 → Voto por correo | ← Elecciones a las Cortes Valencianas de 2019 → Voto por correo | ← Elecciones a las Cortes Valencianas de 2019 → Voto por correo |
| Circunscripción                                                 | CER                                                             | CER                                                             | CER                                                             | CERA                                                            | CERA                                                            | CERA                                                            |                                                                 |
| Circunscripción                                                 | 2015                                                            | 2019                                                            | Crecimiento · Decrecimiento                                     | 2015                                                            | 2019                                                            | Crecimiento · Decrecimiento                                     |                                                                 |
| --------------------------------------------------------------- | --------------------------------------------------------------- | --------------------------------------------------------------- | --------------------------------------------------------------- | --------------------------------------------------------------- | --------------------------------------------------------------- | --------------------------------------------------------------- | --------------------------------------------------------------- |
| Alicante                                                        | 19.495                                                          | 47.457                                                          | 27.962                                                          | 1.809                                                           | 3.927                                                           | 2.118                                                           |                                                                 |
| Castellón                                                       | 7.065                                                           | 14.603                                                          | 7.538                                                           | 597                                                             | 1.271                                                           | 674                                                             |                                                                 |
| Valencia                                                        | 29.924                                                          | 127.595                                                         | 97.671                                                          | 3.609                                                           | 6.944                                                           | 3.335                                                           |                                                                 |
| Total CV                                                        | 56.484                                                          | 189.655                                                         | 133.171                                                         | 6.015                                                           | 12.142                                                          | 6.127                                                           |                                                                 |
| Fuente: Generalidad Valenciana                                  |                                                                 |                                                                 |                                                                 |                                                                 |                                                                 |                                                                 |                                                                 |

### Resultado

#### Autonómico
|  | 23,87 % |

|  | 18,85 % |

|  | 17,45 % |

|  | 16,44 % |

|  | 10,44 % |

|  | 7,98 % |

|  | 3,12 % |

|  | 0,75 % |

|  | 73,72 % |

#### Por circunscripciones

Resultados por provincias.

|  | 72,15 % |

|  | 75,10 % |

|  | 74,45 % |

#### Diputados electos
Tras estos resultados, la Junta Electoral de la Comunidad Valenciana proclamó como diputados de las Cortes Valencianas para la legislatura 2019-2023 a los siguientes candidatos:
| Elecciones a las Cortes Valencianas de 2019 Diputados electos | Elecciones a las Cortes Valencianas de 2019 Diputados electos | Elecciones a las Cortes Valencianas de 2019 Diputados electos | Elecciones a las Cortes Valencianas de 2019 Diputados electos | Elecciones a las Cortes Valencianas de 2019 Diputados electos |
| Candidatura                                                   | Candidatura                                                   | Alicante | Castellón | Valencia |
| ------------------------------------------------------------- | ------------------------------------------------------------- | --- | --- | --- |
|                                                               | PSPV-PSOE (27 diputados)                                      | 1. Ana Barceló Chico 2. José Francisco Chulvi Español 3. Laura Soler Azorín 4. Manuel Pineda Cuenca 5. Antonia Serna Serrano 6. Vicent Arques Cortés 7. María Sandra Martín Pérez 8. Francisco Rubio Delgado 9. Rosa de Falastín Mustafá Ávila 10. Jesús Sellés Quiles | 1. Joaquín Francisco Puig Ferrer 2. María José Salvador Rubert 3. Ernest Blanch Marín 4. María Sabina Escrig Monzó 5. Carlos Laguna Asensi 6. Ana María Besalduch Besalduch 7. Francisco Gil García | 1. Manuel Mata Gómez 2. Gabriela Bravo Sanestanislao 3. Vicent Soler i Marco 4. Mercedes Caballero Hueso 5. José Muñoz Lladró 6. Carmen Martínez Ramírez 7. Alfred Boix Pastor 8. Concepción Andrés Sanchís 9. David Calvo Alfonso 10. Rosa María Peris Cervera    |
|                                                               | PPCV (19 diputados)                                           | 1. José Císcar Bolufer 2. Eva Ortiz Vilella 3. Adrián Ballester Espinosa 4. Elisa Díaz González 5. José Juan Zaplana López 6. José Antonio Rovira Jover 7. Manuel Pérez Fenoll                                                                                         | 1. Miguel Barrachina Ros 2. Luis Martínez Fuentes 3. Rubén Ibáñez Bordonau 4. Beatriz Gascó Enríquez 5. María Luisa Mezquita Juan                                                                   | 1. Isabel Plácida Bonig Trigueros 2. Elena María Bastidas Bono 3. Felipe Javier Carrasco Torres 4. Jorge Bellver Casaña 5. Alfredo Cesáreo Castelló Sáez 6. María José Català Verdet 7. Juan Carlos Caballero Montañés                                             |
|                                                               | Ciudadanos (18 diputados)                                     | 1. María Quiles Bailén 2. Yaneth Lucía Giraldo Jiménez 3. Emigdio Tormo Moratalla 4. José Antonio Martínez Ortega 5. Fernando Enrique Llopis Pascual 6. Antonio Joaquín Woodward Poch 7. Rosa María Menor Lucas                                                        | 1. Mercedes Ventura Campos 2. Cristina Gabarda Ortín 3. Eduardo del Pozo Querol 4. Vicente Fernández García                                                                                         | 1. Antonio Cantó García del Moral 2. Ruth María Merino Peña 3. María del Carmen Peris Navarro 4. Carlos Pablo Gracia Calandín 5. Jesús Salmerón Berga 6. Patricia García Guasp 7. Luis Arquillos Cruz                                                              |
|                                                               | Compromís (17 diputados)                                      | 1. Aitana Joana Mas Mas 2. Rafael Climent González 3. José Ramón Nadal Sendra 4. Cristina Rodríguez Armigen | 1. Vicent Marzà Ibáñez 2. Mònica Álvaro Cerezo 3. Belén Bachero Traver 4. José Silverio Tena Sánchez                                                                                                | 1. Mónica Oltra Jarque 2. Francesc Xavier Ferri Fayos 3. Graciela Noemí Ferrer Matvieychuc 4. Enric Xavier Morera i Català 5. Juan Ignacio Ponce Guardiola 6. Carmen Luisa Robles Galindo 7. Carlos Esteve Aparicio 8. Nathalie Torres García 9. Jesús Pla Herrero |
|                                                               | Vox (10 diputados)                                            | 1. Ana Vega Campos 2. David García Gomis 3. Miguel Pascual Pérez 4. Ana María Cerdán Martínez | 1. María de los Llanos Massó Linares 2. David Muñoz Pérez | 1. José María Llanos Pitarch 2. Ángeles Criado Gonzálbez 3. Vicente Manuel Roglá Benedito 4. José Luis Aguirre Larrauri |
|                                                               | Unides Podem (8 diputados)                                    | 1. Rubén Martínez Dalmau 2. Beatriz Gascó Verdier 3. Estefanía de los Reyes Blanes León | 1. Irene Rosario Gómez Santos 2. Cristina Cabedo Laborda | 1. María Pilar Lima Gozálvez 2. Rosa María Pérez Garijo 3. Ferrán Martínez Ruiz |
| Fuente: Cortes Valencianas                                    |                                                               | | | |

## Elección e investidura del presidente de la Generalidad Valenciana
La votación para la investidura del presidente de la Generalidad Valenciana en las Cortes Valencianas tuvieron el siguiente resultado:
| Resultado de la votación de investidura del presidente de la Generalidad Valenciana | Resultado de la votación de investidura del presidente de la Generalidad Valenciana | Resultado de la votación de investidura del presidente de la Generalidad Valenciana | Resultado de la votación de investidura del presidente de la Generalidad Valenciana | Resultado de la votación de investidura del presidente de la Generalidad Valenciana | Resultado de la votación de investidura del presidente de la Generalidad Valenciana | Resultado de la votación de investidura del presidente de la Generalidad Valenciana | Resultado de la votación de investidura del presidente de la Generalidad Valenciana | Resultado de la votación de investidura del presidente de la Generalidad Valenciana | Resultado de la votación de investidura del presidente de la Generalidad Valenciana |
| ----------------------------------------------------------------------------------- | ----------------------------------------------------------------------------------- | ----------------------------------------------------------------------------------- | ----------------------------------------------------------------------------------- | ----------------------------------------------------------------------------------- | ----------------------------------------------------------------------------------- | ----------------------------------------------------------------------------------- | ----------------------------------------------------------------------------------- | ----------------------------------------------------------------------------------- | ----------------------------------------------------------------------------------- |
| Candidato                                                                           | Fecha                                                                               | Voto                                                                                | PSPV-PSOE                                                                           | PPCV                                                                                | Ciudadanos                                                                          | Compromís                                                                           | Vox                                                                                 | UP                                                                                  | Total                                                                               |
| Ximo Puig (PSPV-PSOE)                                                               | 13 de junio de 2019 Mayoría requerida: absoluta (50/99)                             | Sí                                                                                  | 27                                                                                  |                                                                                     |                                                                                     | 17                                                                                  |                                                                                     | 8                                                                                   | 52/99                                                                               |
| Ximo Puig (PSPV-PSOE)                                                               | 13 de junio de 2019 Mayoría requerida: absoluta (50/99)                             | No                                                                                  |                                                                                     | 19                                                                                  | 17                                                                                  |                                                                                     | 10                                                                                  |                                                                                     | 46/99                                                                               |
| Ximo Puig (PSPV-PSOE)                                                               | 13 de junio de 2019 Mayoría requerida: absoluta (50/99)                             | Abs.                                                                                |                                                                                     |                                                                                     |                                                                                     |                                                                                     |                                                                                     |                                                                                     | 0/99                                                                                |
| Ximo Puig (PSPV-PSOE)                                                               | 13 de junio de 2019 Mayoría requerida: absoluta (50/99)                             | Aus.                                                                                |                                                                                     |                                                                                     | 1                                                                                   |                                                                                     |                                                                                     |                                                                                     | 1/99                                                                                |
| Fuente: Cortes Valencianas                                                          |                                                                                     |                                                                                     |                                                                                     |                                                                                     |                                                                                     |                                                                                     |                                                                                     |                                                                                     |                                                                                     |